# 莫沙夫
莫沙夫（希伯來語：‎）字面意思为“村庄”或“定居点”，是以色列的一种村庄或犹太定居点，特指由勞工錫安主義者在1904年至1914年之间，即第二次阿利亚浪潮期间开创的一种合作农业社区。